# Sulpicia la Menor
Sulpicia la Menor fue una poetisa romana de finales del siglo I.

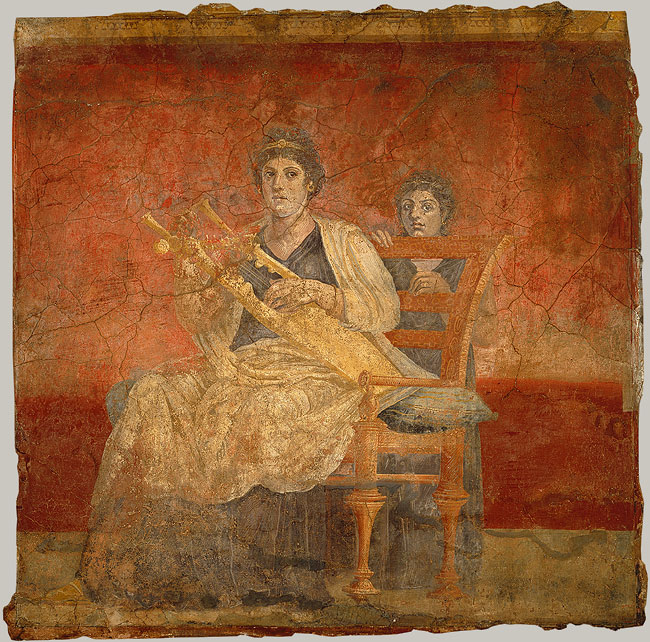
Pintura de una dama romana tocando la cítara.

## Obra poética
Vivió durante el reinado de Domiciano. Fue alabada por Marcial, que la compara con Safo. Escribió un volumen de poemas, describiendo con considerable libertad de lenguaje los métodos empleados para retener el afecto de su esposo Caleno. Se conoce también un poema de setenta hexámetros en forma de diálogo entre la poetisa y la musa Calíope, que es una protesta contra el edicto de Domiciano del año 94 por el cual se exiliaba de Roma a los filósofos, visto como la posibilidad de que la ciudad cayese en un estado de barbarie. El manuscrito de este poema fue descubierto en la abadía de Bobbio en 1493, pero posteriormente volvió a perderse; se considera generalmente que el texto actualmente conocido no es de Sulpicia, sino de fecha muy posterior, probablemente del siglo V, y distinto del poema hallado en Bobbio.